# Coupe d'Afrique de rugby à XV 2002
Navigation
Coupe d'Afrique 2001 Coupe d'Afrique 2003
La coupe d'Afrique de rugby 2002, est une compétition organisée par la Confédération africaine de rugby qui oppose les 6 meilleures nations africaines. Les résultats comptent également pour les qualifications à la coupe du monde 2003. La Namibie remporte cette édition en battant la Tunisie en finale en match aller-retour.

## Participants
| Équipe        | Participation (Pre) | Meilleur résultat      |
| ------------- | ------------------- | ---------------------- |
| Côte d'Ivoire | 2e (2001)           |                        |
| Madagascar    | 1er (2002)          |                        |
| Maroc         | 3e (2000)           | Finaliste (2000, 2001) |
| Namibie       | 3e (2000)           |                        |
| Tunisie       | 3e (2000)           |                        |
| Zimbabwe      | 3e (2000)           |                        |

## Premier tour

### Poule Nord
| Rang | Nation        | J | V | N | D | Pm | Pe | Diff | Pts |
| ---- | ------------- | - | - | - | - | -- | -- | ---- | --- |
| 1    | Tunisie       | 2 | 2 | 0 | 0 | 40 | 34 | +6   | 4   |
| 2    | Maroc         | 2 | 1 | 0 | 1 | 49 | 48 | +1   | 2   |
| 3    | Côte d'Ivoire | 2 | 0 | 0 | 2 | 29 | 36 | -7   | 0   |

|  | Qualifié pour la finale (no 1). |
|  | Pts, points; J, matchs joués; V, victoires ; N, match nuls ; D, défaites ; PP, points pour ; PC, points contre ; Diff, différence de points. |

### Détails des résultats
| 18 mars 2002 | Tunisie | 27 - 26 | Maroc | Tunis |
| 18 mars 2002 |         |         |       | Tunis |
| 18 mars 2002 |         |         |       | Tunis |

| 25 mai 2002 | Côte d'Ivoire | 8 - 13 | Tunisie | Abidjan |
| 25 mai 2002 |               |        |         | Abidjan |
| 25 mai 2002 |               |        |         | Abidjan |

| 1er juin 2002 | Maroc | 23 - 21 | Côte d'Ivoire | Casablanca |
| 1er juin 2002 |       |         |               | Casablanca |
| 1er juin 2002 |       |         |               | Casablanca |

### Poule Sud
| Rang | Nation     | J | V | N | D | Pm  | Pe  | Diff | Pts |
| ---- | ---------- | - | - | - | - | --- | --- | ---- | --- |
| 1    | Namibie    | 2 | 2 | 0 | 0 | 158 | 30  | +128 | 4   |
| 2    | Zimbabwe   | 2 | 1 | 0 | 1 | 82  | 45  | +37  | 2   |
| 3    | Madagascar | 2 | 0 | 0 | 2 | 3   | 168 | -165 | 0   |

|  | Qualifié pour la finale (no 1). |
|  | Pts, points; J, matchs joués; V, victoires ; N, match nuls ; D, défaites ; PP, points pour ; PC, points contre ; Diff, différence de points. |

### Détails des résultats
| 28 juin 2002 | Madagascar | 3 - 52 | Zimbabwe | Antananarivo |
| 28 juin 2002 |            |        |          | Antananarivo |
| 28 juin 2002 |            |        |          | Antananarivo |

| 15 juin 2002 | Namibie | 116 - 0 | Madagascar | Windhoek |
| 15 juin 2002 |         |         |            | Windhoek |
| 15 juin 2002 |         |         |            | Windhoek |

| 29 juin 2002 | Zimbabwe | 30 - 42 | Namibie | Bulawayo |
| 29 juin 2002 |          |         |         | Bulawayo |
| 29 juin 2002 |          |         |         | Bulawayo |

## Finale
La finale se dispute en matchs aller-retour. À l'issue des deux matchs, les deux équipes sont à égalité avec une victoire et 43 points marqués chacun. La Namibie l'emporte au nombre d'essais marqués.
| 28 septembre 2002 | Namibie | 26 - 19 | Tunisie | Windhoek |
| 28 septembre 2002 |         |         |         | Windhoek |
| 28 septembre 2002 |         |         |         | Windhoek |

| 12 octobre 2002 | Tunisie | 24 - 17 | Namibie | Tunis |
| 12 octobre 2002 |         |         |         | Tunis |
| 12 octobre 2002 |         |         |         | Tunis |